# Jean-Luc Sandoz
 (octobre 2023).
Il peut être nécessaire de l'améliorer pour respecter le principe de neutralité de point de vue. Veuillez consulter la page de discussion pour plus de détails.

Jean-Luc Sandoz est un ingénieur franco-suisse, d'abord chercheur, puis professeur. Il fonde plusieurs entreprises dans le domaine de l'ingénierie, de l'industrialisation, de la construction et des expertises, le tout en lien avec le matériau bois.

## Biographie

### Enfance, formation et début
Issu d'une famille d'agriculteurs du Haut-Doubs, il fait un CAP menuisier, puis BEP ébéniste avant de rejoindre le lycée Bois de Mouchard en 1976 où il obtient un BTS en Construction bois,.

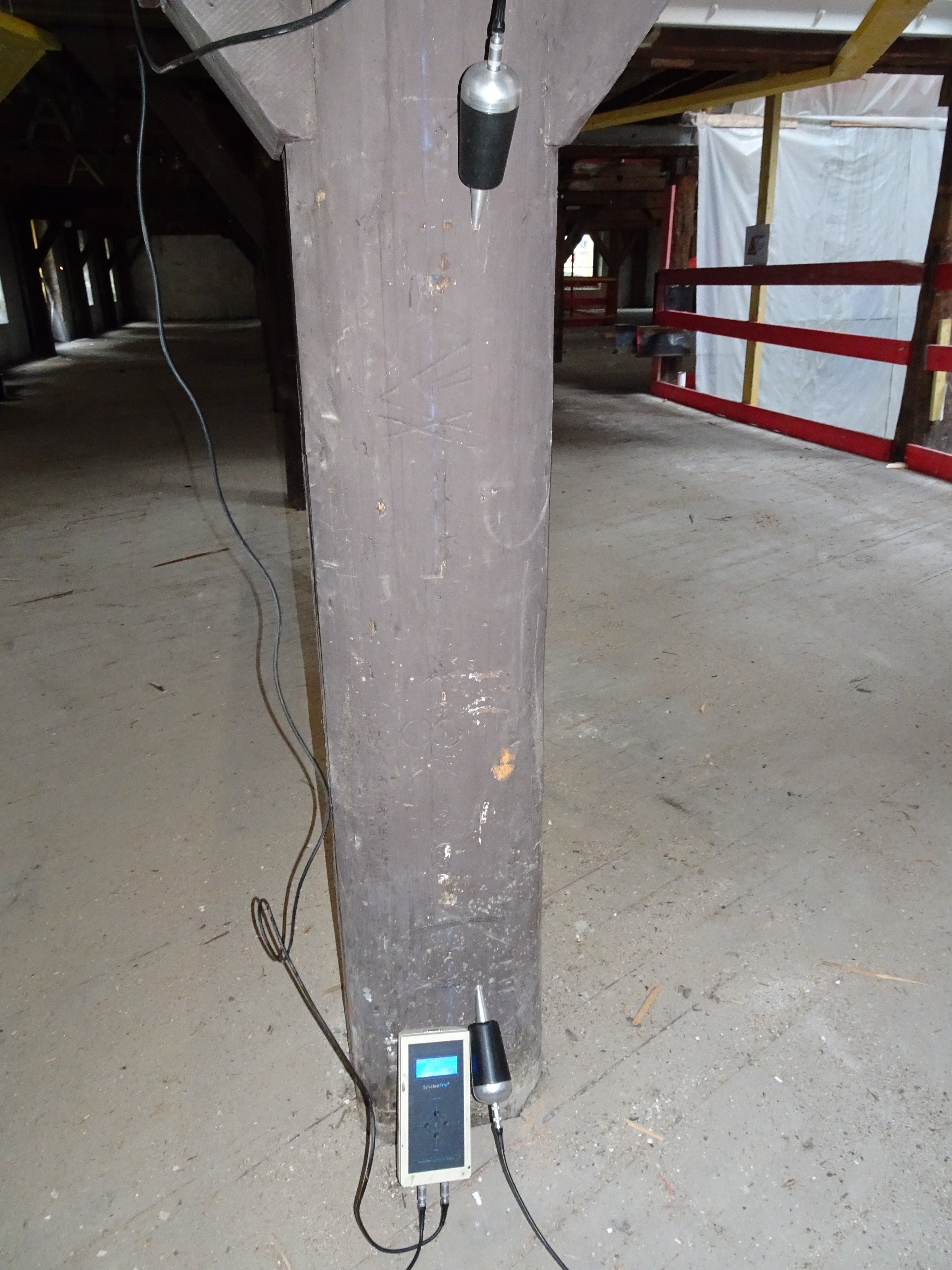
Tests non-destructifs avec le Sylvatest

Ancien élève de l'ENSTIB – École Nationale Supérieure des Technologies et des Industries du Bois (promotion 1983), il commence sa thèse à l'EPFL en 1985, sur le thème des ultrasons et de la résistance mécanique des bois, sous la direction du professeur Julius Natterer, qui dirige alors la chaire Bois de l'EPFL. Il obtient son doctorat en 1990. Il conçoit et développe les appareils Sylvatest et Polux et des systèmes structurels comme des charpentes et des dalles, Dalles O'Portune et D-Dalle,.

### Carrière

#### Enseignement et recherche
Il poursuit la recherche et le développement à l'IBOIS - le Laboratoire des Constructions en bois de l'EPFL, dans deux grands domaines que sont les technologies non destructives pour mesurer la qualité mécanique du matériau bois et l'optimisation des structures en bois pour les rendre plus accessibles dans le domaine des grandes portées pour les grands bâtiments,,,.
En 1993, il est nommé professeur par Jean-Claude Badoux, auprès de Julius Natterer pour renforcer la recherche et l'enseignement dans le domaine des structures en bois. Il rédige avec ses coauteurs « Construction en Bois », le volume 13 de la Collection Traité de Génie Civil de l'École polytechnique fédérale de Lausanne, publié en 1996 et réédité à deux reprises,,,.
Associé à la création du Master post grad Construction en bois pour les étudiants en ingénierie et en Architecture, lancé en 1988 par Julius Natterer avec Roland Schweitzer, il porte cette formation à un niveau international,,.

#### Entrepreneur
En 1999, Jean-Luc Sandoz quitte le milieu académique pour se consacrer à ses entreprises, notamment son groupe CBS-Lifteam, dont l'activité s’étend de l’ingénierie (CBS-CBT) à la construction bois (Lifteam) en passant par la préfabrication (Ecotim).
Il continue en parallèle de donner des conférences et webinaires à travers le monde. Expert mondial des expertises et de la construction bois, il est basé à Lausanne, à Paris et en Guyane,.

#### Conférences
Jean-Luc Sandoz dispense ses conférences à l’EPFL jusqu’au départ à la retraite de Julius Natterer en 2004,.
Il intervient notamment au Centre des hautes études de la construction, au Forum International de la Construction Bois en Allemagne et en France, au forum Lignomad en Espagne, au Salon bois de Namur en Belgique, lors du Symposium bois du Québec au Canada et à la demande des interprofessionnels de la filière bois.

#### Expertise de bâtiments
- Dans les années 2000, Jean-Luc Sandoz expertise la structure bois en mélèze du Château de Valère à Sion, en Suisse[26].
- En 2002, il réalise l’expertise de l’ensemble des structures bois et charpentes du Palais de Justice de Bucarest, en Roumanie[27].
- En 2006-2007, dans le cadre des Jeux Olympiques de Pékin 2008 en Chine, il est appelé à procéder à l’expertise des structures bois du Pavillon de l’Empereur de la Cité Interdite[28],[27].
- En 2020, il restaure les structures bois en chêne des Entrepôts des magasins généraux de Paris au côté de l'agence Calq pour le groupe Icade dans le but d'en faire un hôtel Hilton[27],[29],[30].

#### Principales réalisations
- Lors de l’Exposition nationale suisse de 2002, il conçoit et construit avec Batigroup les plateformes offshore qui sont posées sur les lacs de Neuchâtel et de Bienne pour recevoir les Pavillons de l’expo éphémère[31],[9]. Réalisé en bois local, toute la structure bois est démontée et réutilisée après la période d’expo[32],[9],[33]
- En 2017, il collabore sur la construction du Centre spatial guyanais, projet symbolique mené en partenariat avec JAG Architecture, l'ONF et le FCBA pour la caractérisation et la mise en œuvre des bois locaux issus de la forêt amazonienne pour la structure de 4 niveaux[19],[34],[10].
- En 2019, il pare tout de bois, en caissons et façades, le bâtiment Vortex qui sert de village olympique pour les Jeux olympiques de la Jeunesse d'hiver de Lausanne 2020[35].
- En 2021, il monte l'auditorium éphémère dans le cadre du 10e Forum International Bois Construction, qui sert de salle plénière au sein du Grand Palais éphémère[36],[37],[38].

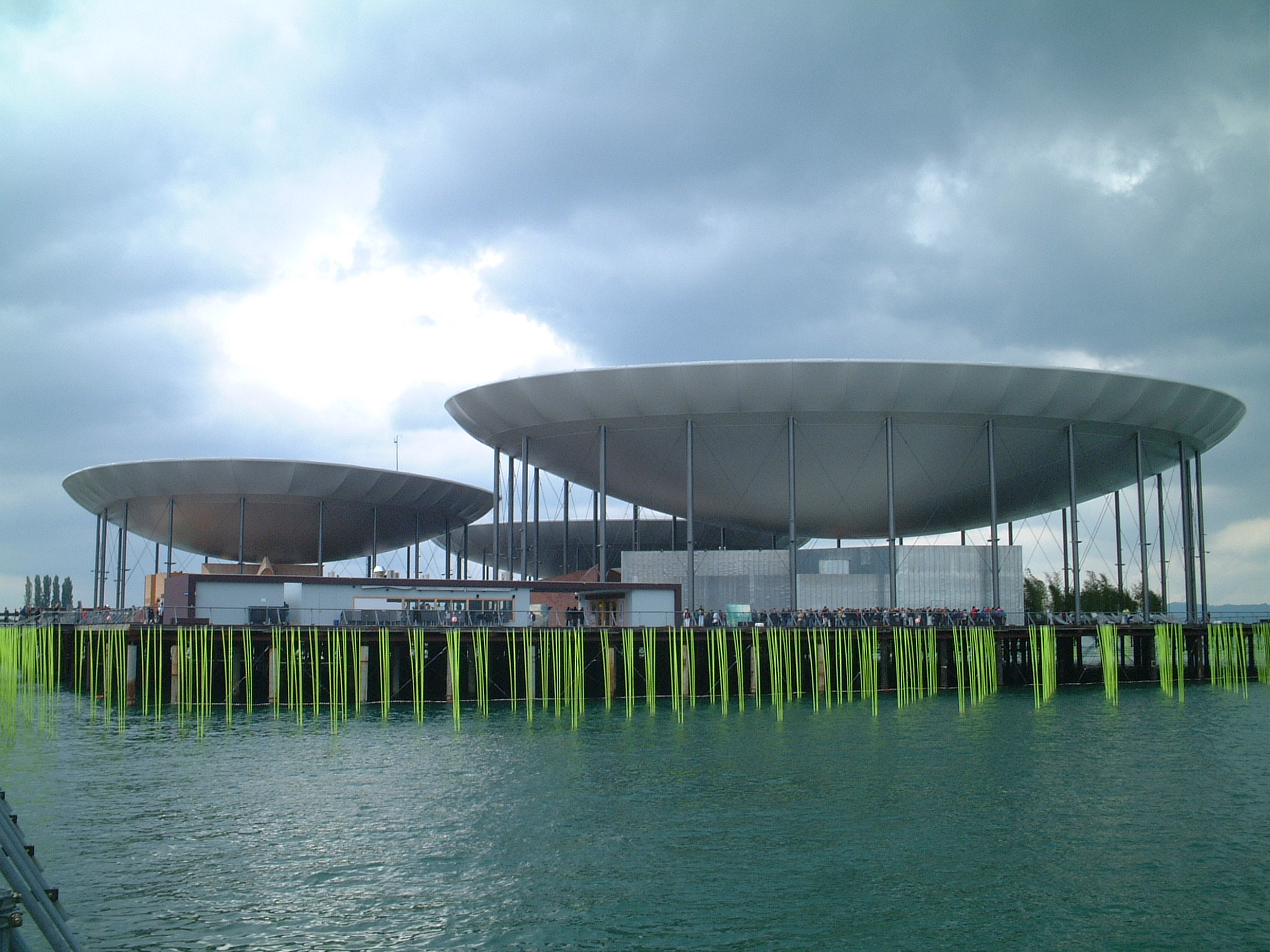
Expo 02 Conception-construction plateformes offshore sur les lacs
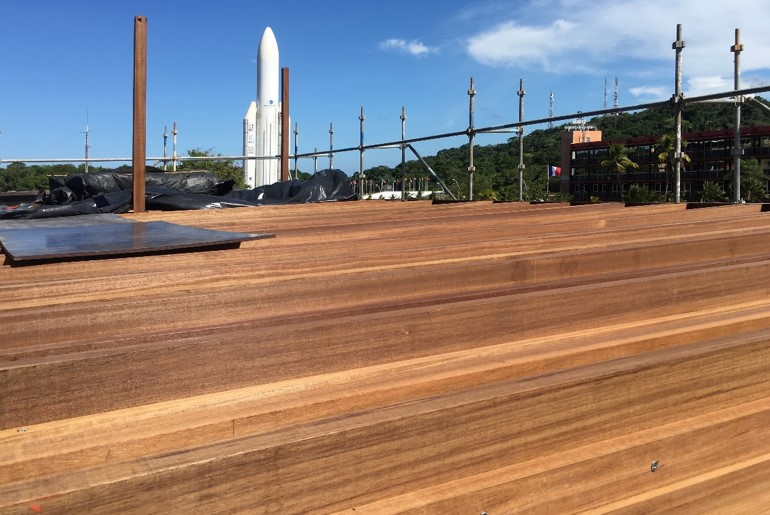
Caractérisation du bois local - centre technique spatial à Kourou
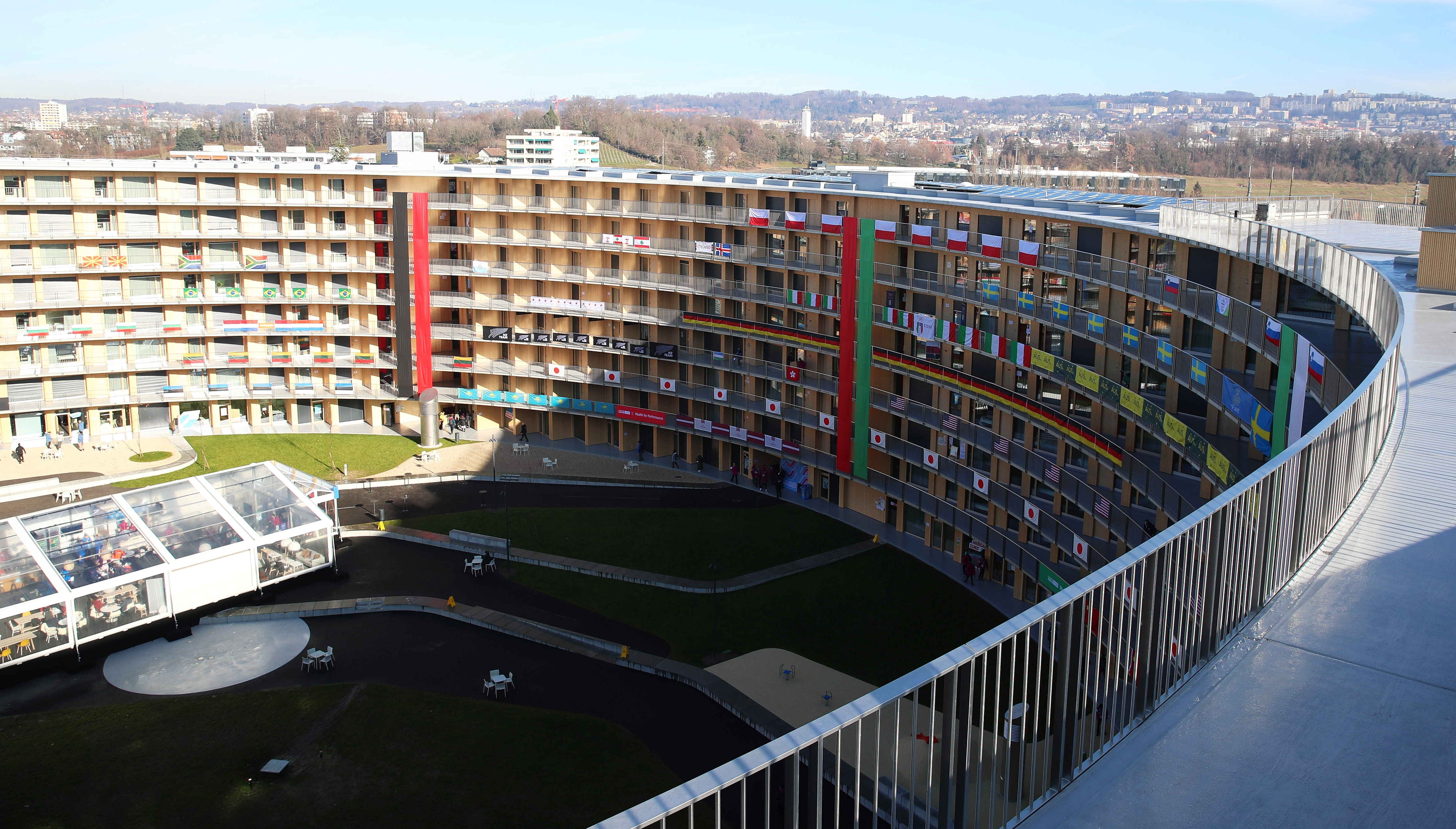
Habillage de caissons et façade bois sur tout le bâtiment Vortex
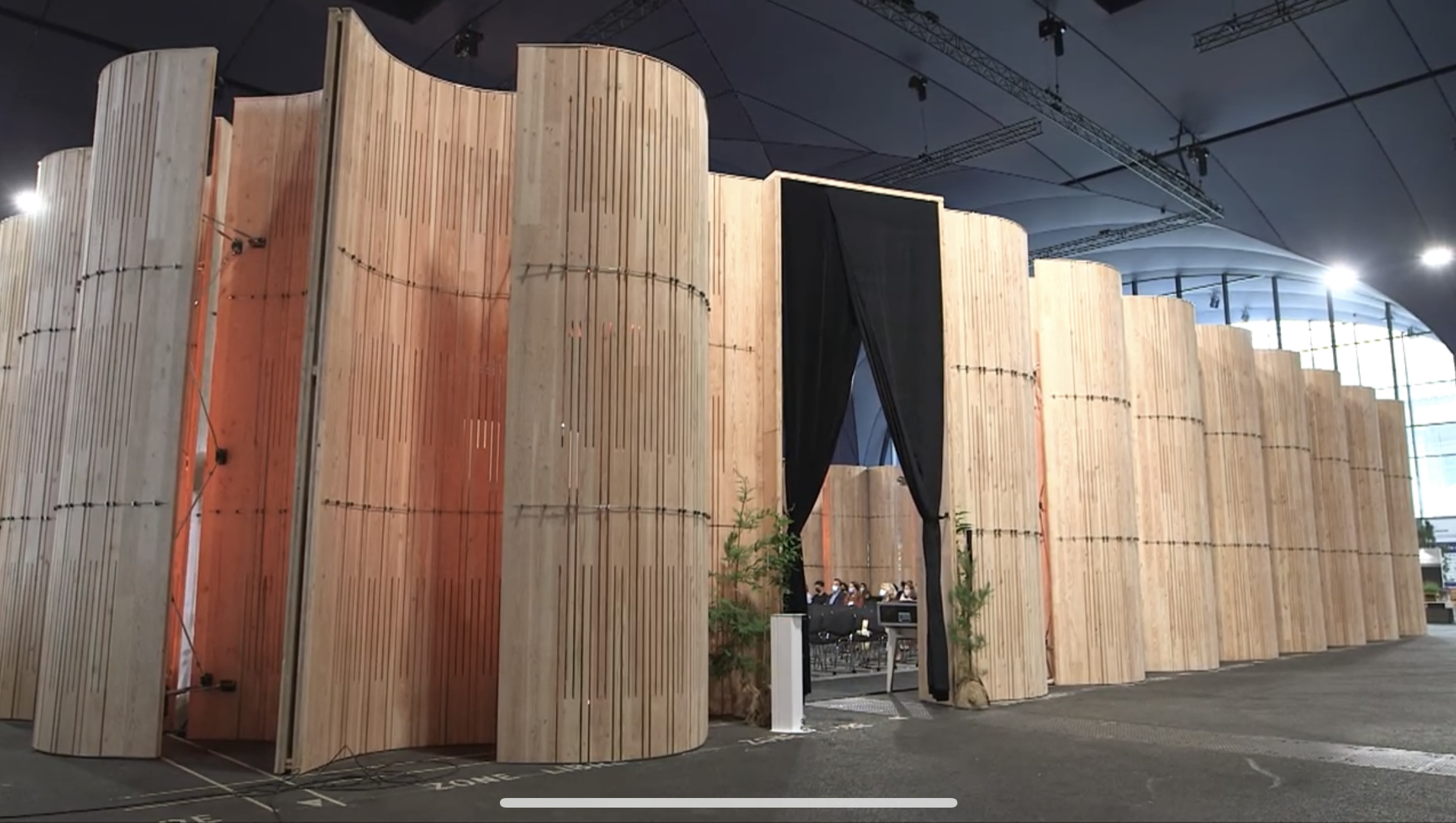
Auditorium Éphémère en CLT cintré conçu par Steven Ware de ArtBuild.

## Construction bois
Jean-Luc Sandoz intègre le bois dans tous les types d'ouvrages. Les calculs réalisés dans son bureau d'études bois et sa quête d'innovation lui permettent d'obtenir des records de portées ou encore de hauteurs, mais aussi des performances thermiques et acoustiques ou encore de réduire considérablement l'impact carbone, ce qui permet à ses projets d'obtenir des trophées,,,,.

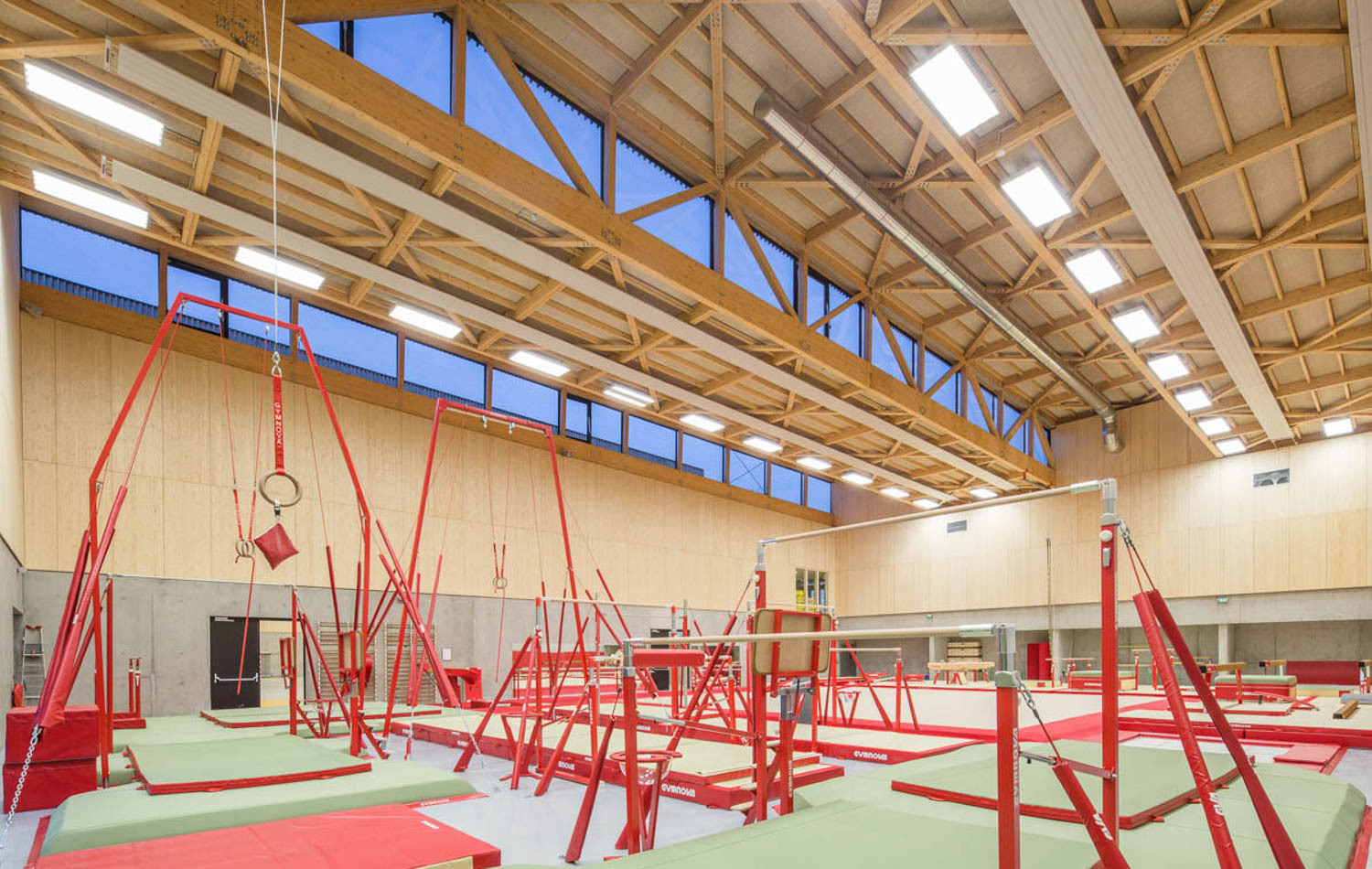
Gymnase bois Hacine-Chérifi prix World Architecture News en 2015  [45] - Tectoniques Architecture
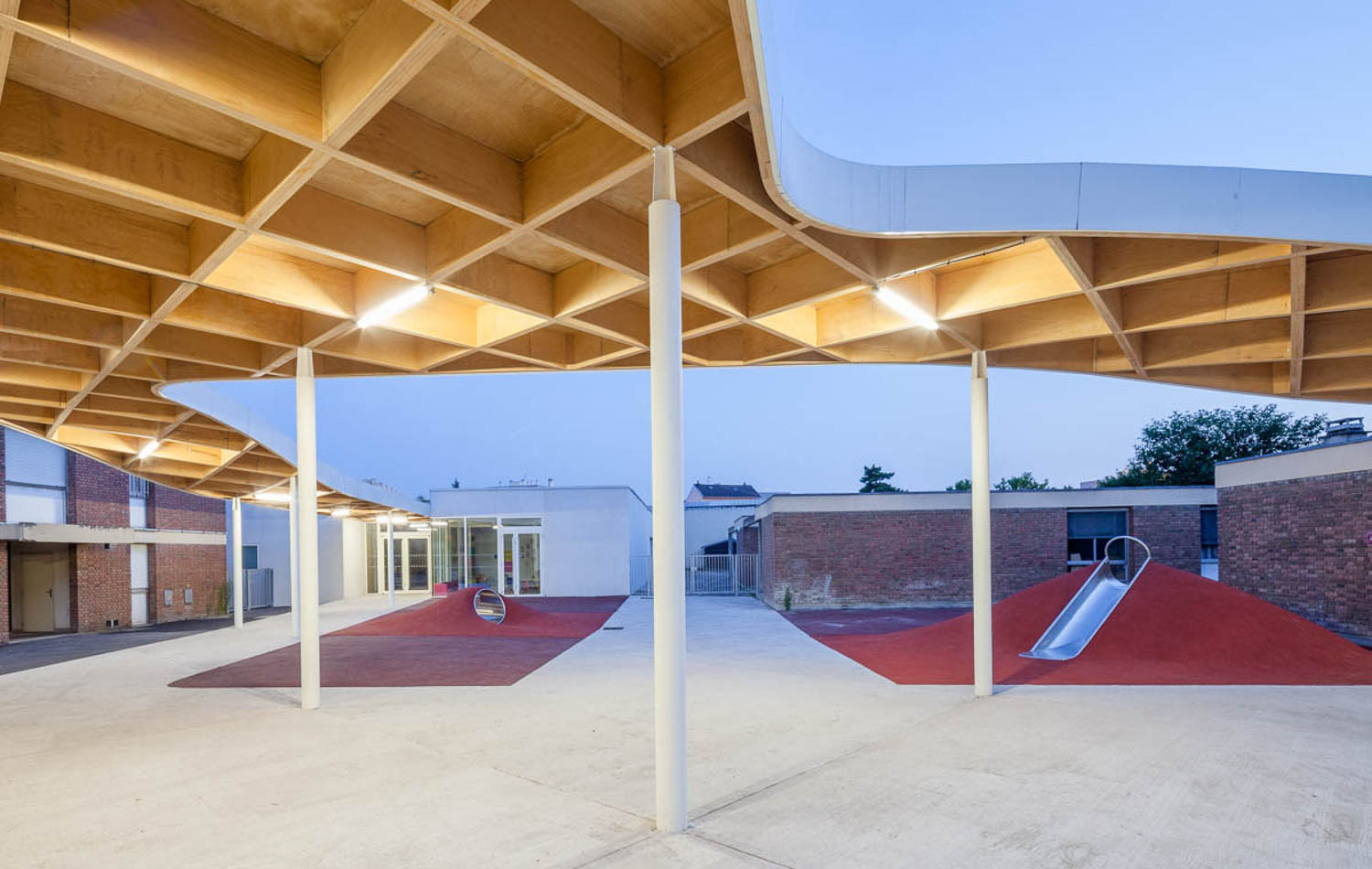
Ecole Charlie Chaplin, première utilisation de bois de hêtre en construction, 2014 - SAM Architecture
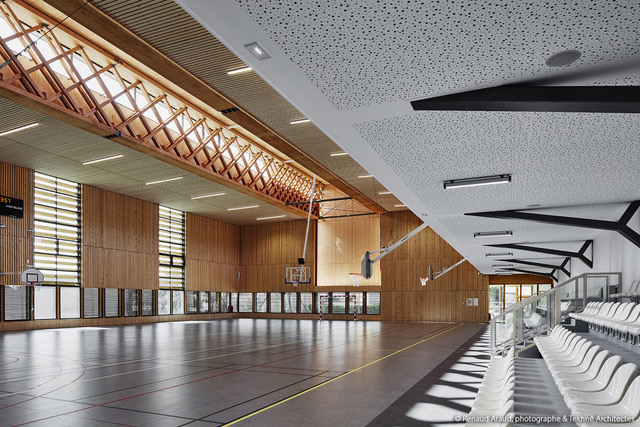
Halle de Donzère avec record de portée de 45m pour les poutres en treillis
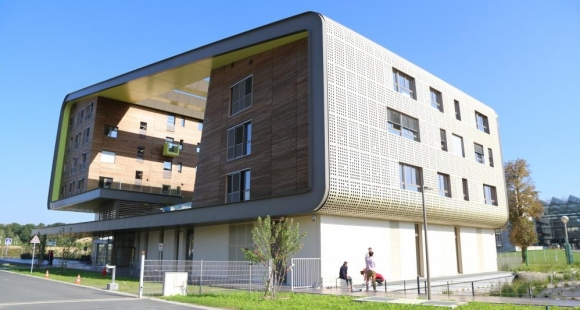
Bâtiment démonstrateur, le premier à énergie positive sur le Campus ENPC
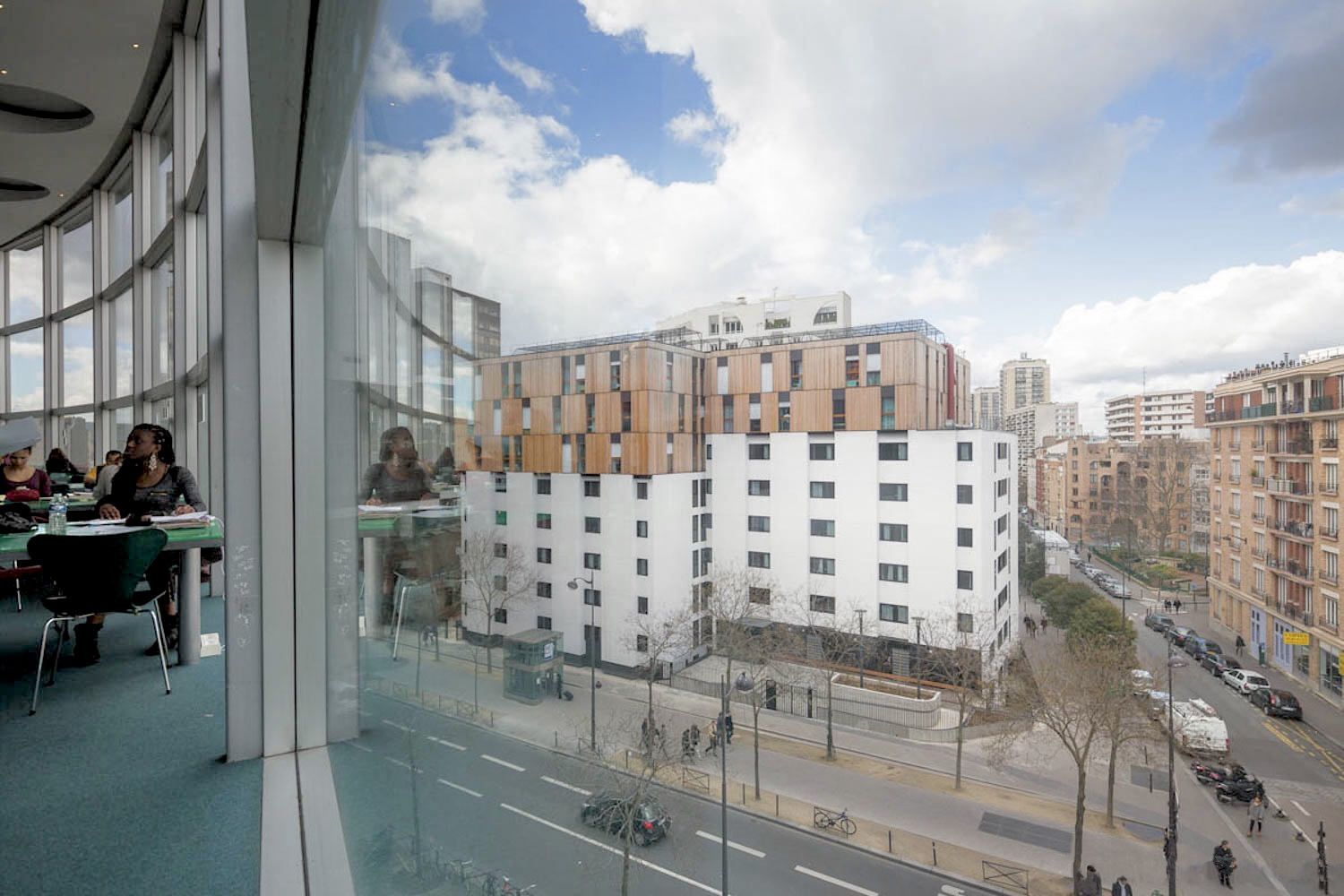
Surélévation en bois d'un foyer de migrants[49],
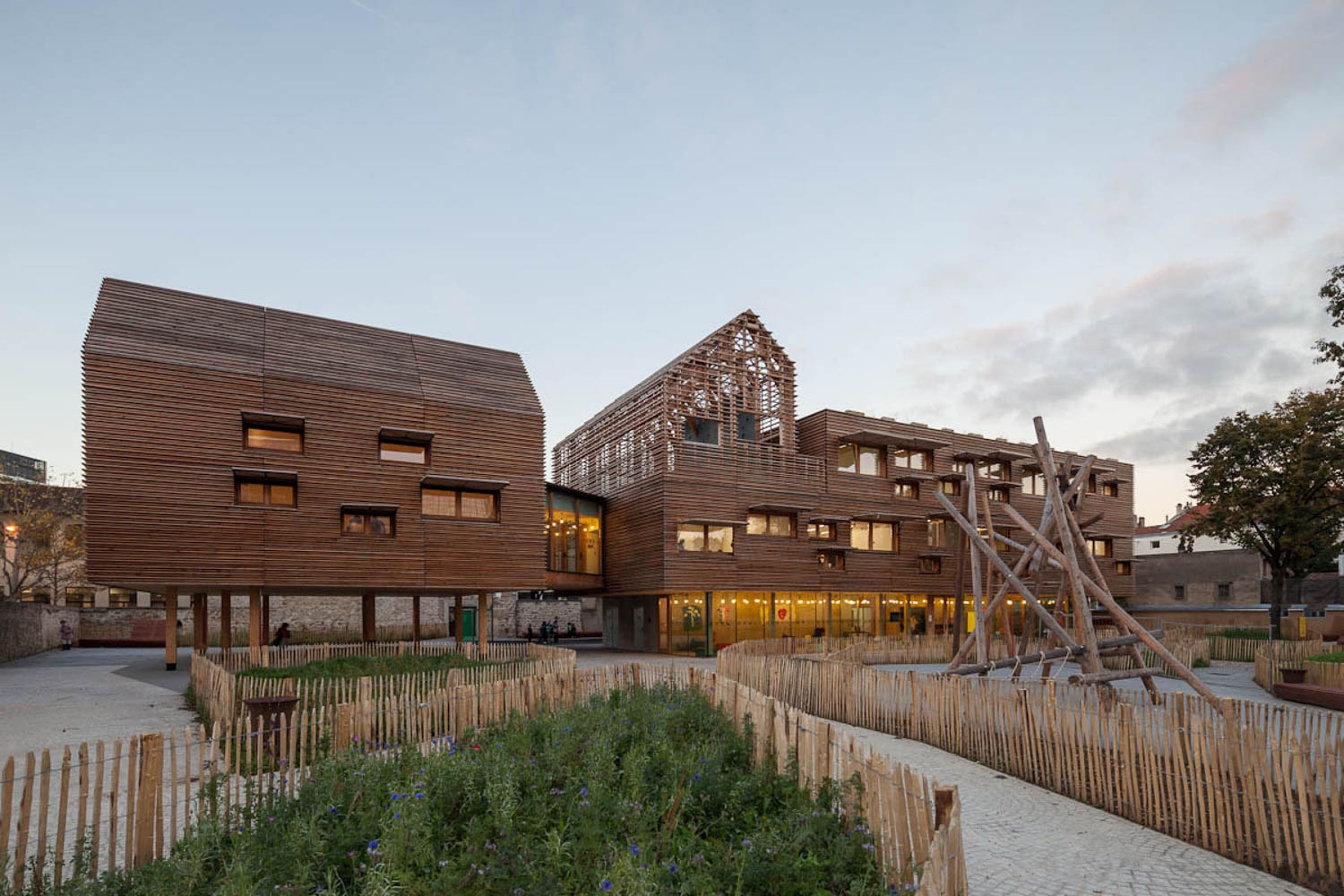
La maison du Val Caron, pôle petite enfance, La Défense

## Œuvres
- « Construction en Bois, Matériau, technologie et dimensionnement », le volume 13 de la Collection Traité de Génie Civil de l'École polytechnique fédérale de Lausanne[52],[15].

## Distinctions
- Médaille de l’académie d’architecture dans la catégorie Cadres Techniques d’entreprise en 2016[53],[54].
- Lauréat du concours La Canopée dans la catégorie Entreprise à Nancy le 4 mars 2020[55].

## Philosophie et démarche

### Philosophie
Sa philosophie engagée depuis le début de sa carrière pour un vrai développement durable réside dans ce slogan : « plus d'ingénierie, moins de matière »,.
Il est cité en exemple à suivre par les experts scientifiques de l'Union internationale pour la conservation de la nature, ONG basée en Suisse, quand il met en avant des systèmes constructifs en bois, plutôt en bois locaux, plutôt sans colle, plutôt bien calculés c'est-à-dire optimisés en fonction des cahiers des charges des bâtiments, ceci dans le but d'économiser la matière pour ne pas la gaspiller, même s'il s'agit d'un matériau biosourcé et renouvelable.

### Exploitation raisonnée des forêts
Il prône l'exploitation des forêts pour les protéger et pour les rendre écologiquement plus stables face au réchauffement climatique,. En tant qu'expert, il intervient à l'ONU sur ces sujets.